# 비 흡착음
비 흡착음은 비음화된 흡착음 음소를 말한다.

## 조음법
콧소리를 내며 흡착음을 낸다. 

## 기호
ʘ̃, ǃ̃, ᵑǃ, ǂ̃ 등의 기호로 표기한다.

## 국제 음성 기호
- [ǃ̃] - 치경 비 흡착음
- [ʘ̃] - 양순 비 흡착음
- [ǂ̃] - 경구개 비 흡착음
- [ǁ̃] - 치경 비 설측 흡착음
- [ǀ̃] - 치 비 흡착음